# Anker Kyster
Anker Julius Kyster (15. marts 1864 i Kolding – 27. april 1939 i Hellerup) var en dansk bogbinder, bror til guldsmed Holger Kyster.
Han var søn af skomager Andreas Elias Kyster (tog efter 2. Slesvigske Krig navneforandring fra Küster, 1835-1917, gift 2. gang 1876 med Margrethe Jensen, 1841-1907) og Bodil Marie Hirth (1838-1874). Anker Kyster kom i bogbinderlære, blev svend 1882 og arbejdede som svend både her hjemme og 1883-86 i Paris, Zürich, Rom og München, samtidig med at han videreuddannede sig på fagskoler og tekniske skoler. 1892 etablerede han sig som bogbindermester i Sværtegade 3 i København og skabte sig hastigt et ry som Danmarks kyndigste og kunstnerisk mest originale bogbinder.
På flere områder leverede Kyster et modspil til tidens tendens til standardisering og industrialisering. Han indførte bl.a. håndgjort, marmoreret papir til afløsning for det maskinfremstillede. Han indledte samarbejder med sin samtids – skønvirketidens – fremragende kunsthåndværkere og designere, især Thorvald Bindesbøll og Joakim Skovgaard. Blandt hans værker kan nævnes hans indbinding af Grundloven 1915 i rødt maroquin med guldtryk (i Rigsarkivet og på Christiansborg). Knud Rasmussens bøger om Grønland indbandt Kyster på original vis i sælskind udformet med inspiration fra eskimoisk perlebroderi. Indtil 1958 var det danske kørekort placeret i en voksdugsmappe, som var Kysters værk. Han er repræsenteret i Det danske Kunstindustrimuseum og i adskillige udenlandske kunstindustrimuseer, og hans bøger dukker også jævnligt op i danske antikvariater.
Kyster blev fast konsulent for mange store bogsamlere og havde et væld af tillidsposter. Han underviste på Fagskolen for Boghåndværk og var i bestyrelsen for denne samt for Forening for Boghaandværk, var i bestyrelsen for Foreningen for Kunsthåndværk og Teknologisk Institut samt formand for Københavns Bogbinderlavs voldgiftsret og æresret. Han var desuden medlem af Industriforeningens repræsentantskab og modtog Fællesrepræsentationen for dansk Industri og Haandværks medalje for fremme af håndværk og industri i Danmark. I 1930 blev han Ridder af Dannebrog.
Anker Kyster skrev også forskellige artikler om sit fags historie, bl.a. om spejlbindene fra Holbergs tid (i Aarbog for Bogvenner, II; 1918), Om Indbinding af Bøger (1920-35), Ex-libris tegnede af Th. Bindesbøll (1917) og i samarbejde med Sofus Larsen Danish Eighteenth Century Bindings (1931). 1938 udkom Book-bindings in the Public Collections of Denmark. Vol. I.: The Royal Library, Copenhagen.
Kyster blev gift 7. september 1900 i København med Anna Margrethe Schmidt (16. maj 1870 i Stege -), datter af jernstøber Johannes Haagen Schmidt (1839-1895) og Anna Margrethe Ravnkilde (1844-1895).
Han er begravet på Hellerup Kirkegård. Kyster er portrætteret på et maleri af Sigurd Wandel 1916. Der findes tegninger af Hans Tegner ca. 1897, Rasmus Christiansen 1914, Gerda Ploug Sarp ca. 1924, Otto Christensen ca. 1932 og Carl Jensen 1934.